# Don't Rush
Don't Rush (nespěchej) je druhý singl z alba největších hitů Greatest Hits: Chapter One Kelly Clarkson a country zpěváka Vince Gilla. Singl poprvé představili na Country Music Association Awards 1. listopadu 2012, skladba byla v roce 2013 nominována na cenu Country Music Awards. Skladbu napsali Blu Sanders, Natalie Hemby, Lindsay Chapman a produkoval ho Dann Huff.

## Recenze
Skladba Don't Rush sklidila obecně u kritiků dobré recenze, kritici ve skladbě ocenili hlas Kelly Clarkson, který zní sametově a něžně.

## Technické obsazení
- Kelly Clarkson - zpěv
- Drew Bollman - asisten míchání
- J. T. Corenflos - elektrická kytara
- Paul Frankin - havajská kytara
- Vince Gill - doprovodný zpěv, elektrická kytara
- Dann Huff - producent
- Tony Lucido – basa
- Chris McHugh – bicí
- Jerry McPherson – elektrická kytara
- Steve Nathan – piano, hammond B-3
- Justin Niebank – míchání
- Cherie Oakley –doprovodný zpěv, elektrická kytara

## Hitparáda
| Země                   | Umístění |
| ---------------------- | -------- |
| Kanada                 | 53       |
| US Hot Country Singles | 23       |
| USA                    | 87       |